# Augusto José Zini Filho
Dom Augusto José Zini Filho (Poços de Caldas, 26 de novembro de 1932 — Limeira, 16 de novembro de 2006) foi um bispo católico brasileiro auxiliar do Rio de Janeiro e da Diocese de Limeira.

## Biografia
Estudou Filosofia e Teologia no Seminário São José do Rio de Janeiro. Em 1984 inicou seu mestrado na Pontifícia Universidade Lateranense. Fez pós-graduação em Teologia na Pontifícia Universidade Seraphicum, em Roma. 
Como sacerdote foi pároco da Paróquia de São Sebastião, em Bento Ribeiro, fundador e diretor do Colégio João XXIII no Rio de Janeiro.
Foi nomeado pelo Papa João Paulo II aos 13 de julho de 1994 para bispo-auxiliar da Arquidiocese do Rio de Janeiro com a sede titular de Megalopoli de Proconsolare. Foi ordenado pelo Cardeal Eugênio Sales no dia 8 de setembro do mesmo ano.
Aos 22 de janeiro de 2003 foi nomeado pelo Papa João Paulo II como bispo da Diocese de Limeira. Tomou posse na diocese no dia 16 de março do mesmo ano.
Faleceu no dia 16 de novembro de 2006, na cidade de Limeira.